# Loön en Hammarsön (deel van)
Loön en Hammarsön (deel van) (Zweeds: Loön och Hammarsön (del av)) is een småort in de gemeente Kramfors in het landschap Ångermanland en de provincie Västernorrlands län in Zweden. Het småort heeft 57 inwoners (2005) en een oppervlakte van 29 hectare. Eigenlijk bestaat het småort uit de plaats: Loön en een deel van de plaats Hammarsön. Het småort ligt aan de rivier de Ångermanälven.